# Fysiskt skikt
Det fysiska skiktet är skikt nummer ett eller det mest elementära skiktet i den sjulagrade OSI-modellen för datornätverk. Det ovanliggande datalänkskiktet använder sig av dess tjänster.
Detta skikt ansvarar för den mest elementära datornätverkshårdvaran i ett datornätverk, såsom kablage och enkla kopplingsenheter såsom nätverkshubbar och repeterare. Det fysiska skiktets "språk" utgörs av spänning och frekvens hos elektriska pulser i kablar eller elektromagnetiska vågor.
Utseende och specifikationer för kabelprestanda, kontaktuppbyggnader, överföringshastighet och kodning av databitar som elektriska pulser definieras i det fysiska skiktet. Det fysiska skiktet är alltså det enda skiktet i OSI-modellen som direkt arbetar med det tillgängliga fysiska mediet, överföringskanalen (i regel någon form av kabel eller trådlös kommunikationsform).

## Exempel
- EIA-standarder: RS-232, RS-422, RS-423, RS-449, RS-485
- ITU-rekommendationer: se ITU-T
- DSL
- ISDN
- T1, E1
- 10BASE-T, 10BASE2, 10BASE5, 100BASE-TX, 100BASE-FX, 100BASE-T, 1000BASE-T, 1000BASE-SX är alla kommunikationsmodeller för det fysiska skiktet i Ethernet
- Wiegand effekt
- clock/data
- Manchesterkodning
- Elektricitet
- Radio
- Mikrovågor

## Hårdvara
- Repeterare
- Nätverkshubb
- Modem